# Мезенцев Георгій Опанасович
Гео́ргій Опана́сович Ме́зенцев (нар. 1903 — пом. 1976) — діяч морського флоту СРСР, капітан далекого плавання, капітан легендарного теплохода «Комсомол», начальник Чорноморського та Далекосхідного морських пароплавств.

## Біографія
Народився 1903 року в Бердянську, повітовому місті Таврійської губернії (нині — Запорізька область). У 13-річному віці втратив батька.
Перше самостійне плавання здійснив у 1919 році на моторно-вітрильній шхуні «Свята Єлена». Згодом вступив до Бердянського морехідного училища, на відділення судноводіння, проте через громадянську війну не закінчив його. Добровольцем вступає до робітничо-селянського Чорноморського військово-морського флоту, проходить службу як рульовий на плавмаяку «Санжийський».
У 1924 році закінчив Одеське морехідне училище й здійснив свій перший рейс в Атлантику штурманським практикантом на пароплаві «Ілліч». Згодом плавав на криголамах, зокрема на «Літке».
З 1930 року — старший помічник капітана чотирищоглового барка «Товариш».
1935 року Г. О. Мезенцев призначається капітаном теплоходу «Тимірязєв». У 1936 році бере участь в роботі І Всесоюзного зльоту стахановців, після якого призначається капітаном новозбудованого теплохода «Комсомол». У першому рейсі відкриває нову лінію до Бостона (США). Доправляв військові вантажі до республіканської Іспанії.
5 грудня 1936 року теплохід «Комсомол» вийшов у черговий рейс з Поті (Грузія) в Гент (Бельгія) з вантажем марганцевої руди для фірми «Провіданс». В ніч на 14 грудня у Середземному морі неподалік берегів Алжиру теплохід був атакований франкістським крейсером «Канаріас» і потоплений, а команда на чолі з капітаном Г. О. Мезенцевим потрапила у полон. Засуджений до страти, яка була замінена 30-річним ув'язненням. Перебував у в'язниці Пуерто де Санта-Марія до свого звільнення у жовтні 1937 року.
У 1938 році Г. О. Мезенцев очолив безприкладну в історії океанських буксировок експедицію. Суцільнозварний плавучий док вантажопідйомністю 5000 тонн, побудований на Миколаївському заводі, належало буксирувати в Петропавловськ-Камчатський. Особливістю експедиції було те, що док повинен був нести корисне навантаження. На ньому відправлялися призначені для Амурського річкового пароплавства катери «Чкалов», «Беляков» і дві ліхтерні баржі. Вони перебували на стапель-палубі у спеціальних кіль-блоках і були закріплені сталевими тросами. Для буксирування був використаний пароплав «Харків», який мав доставити на Далекий Схід 6500 тонн вантажу. Крім того, на борту пароплава було 3500 тонн бункерного вугілля і води, що дало змогу обмежитися тільки двома заходами в іноземні порти, заощадивши валюту. В буксируванні дока брав участь і морський буксир «Тайфун». За 82 дні було пройдено майже 11 тисяч миль через одинадцять морів і два океани, у порт призначення прибули на 20 діб раніше запланованого терміну.
Напередодні Другої світової війни Г. О. Мезенцев очолив Чорноморське морське пароплавство.
А з початком німецько-радянської війни був призначений керівником створеного Чорноморсько-Азовського басейнового управління. Він розробляє бойові операції, бере участь в обороні та евакуації Одеси, Севастополя, Ялти, Феодосії, Керчі, Новоросійська. У 1943 році, коли склалася найбільш важка обстановка під Сталінградом, капітана Мезенцева призначають уповноваженим наркома з Північного Каспію. На нього покладається керівництво поставками озброєння для міста, що б'ється.
Війна з імперіалістичною Японією застала його на посаді начальника Далекосхідного пароплавства. І знову кораблі пароплавства прокладали міст через океан, підвозили танки й снаряди, доставляли продовольство.
Після закінчення Другої світової війни 20 років очолював одне з головних управлінь Міністерства морського транспорту СРСР.
Помер у жовтні 1976 року в Москві. Похований на Головинському кладовищі.

## Нагороди
Нагороджений трьома орденами Леніна, орденами Червоного Прапора (10.08.1945), Вітчизняної війни 1-го ступеня (29.09.1945), Трудового Червоного Прапора (23.03.1944) і медалями.

## Пам'ять
У 1979 році спущений на воду контейнеровоз проекту 1609 «Капітан Мезенцев».